# Šentlovrenc, Velikovec
Šentlovrenc (nemško St. Lorenzen) je naselje v Občini Velikovec v Okraju Velikovec na Koroškem v Avstriji.